# Liste der Kellergassen in Alberndorf im Pulkautal
Die Liste der Kellergassen in Alberndorf im Pulkautal führt die Kellergassen in der niederösterreichischen Gemeinde Alberndorf im Pulkautal an.
| Foto |                 | Kellergasse | Standort                             | Beschreibung |
| ---- | --------------- | ----------- | ------------------------------------ | --- |
| ja   | Datei hochladen | Kellergasse | KG: Alberndorf im Pulkautal Standort | Die Kellergasse ist eine radial liegende Einzelkellergasse an einer Geländekante. Sie besteht laut Schmidbaur aus 207 Gebäuden (davon 29 Um- oder Neubauten) und hat eine Länge von 1.300 Metern. Die Kellergasse war einer der Drehorte der Polt-Verfilmungen. Einige Presshäuser werden saisonal als Heurigenlokale genutzt. Anmerkung: Ein beträchtlicher Teil der in den Quellen angegebenen Objekte ist nicht mehr erhalten (das betrifft insbesondere die Keller in Schildmauerform, von denen Schmidbaur noch 49 vorgefunden hatte) bzw. diente zum Zeitpunkt der fotografischen Erfassung Wohnzwecken. |

| Foto:                    | Fotografie der Kellergasse (Gesamtheit). Klicken des Fotos erzeugt eine vergrößerte Ansicht. Daneben finden sich zwei Symbole: \| Weitere Bilder vorhanden \| Das Symbol bedeutet, dass weitere Fotos des Objekts verfügbar sind. Durch Klicken des Symbols werden sie angezeigt. \| \| Eigenes Foto hochladen \| Durch Klicken des Symbols können weitere Fotos des Objekts in das Medienarchiv Wikimedia Commons hochgeladen werden. \| |
| Name:                    | Bezeichnung der Kellergasse |
| Standort:                | Es ist die Katastralgemeinde (KG) angegeben. Durch Aufruf des Links Standort wird die Lage der Kellergasse in verschiedenen Kartenprojekten angezeigt. |
| Beschreibung             | Kurze Beschreibung der Kellergasse |
| Weitere Bilder vorhanden | Das Symbol bedeutet, dass weitere Fotos des Objekts verfügbar sind. Durch Klicken des Symbols werden sie angezeigt. |
| Eigenes Foto hochladen   | Durch Klicken des Symbols können weitere Fotos des Objekts in das Medienarchiv Wikimedia Commons hochgeladen werden. |